# Josip Jiranek
Josip Jiranek, slovenski skladatelj in dirigent češkega rodu, * 24. marec 1855, Ledce, Kraljevina Češka, Avstrijsko cesarstvo, † 9. januar 1940, Praga, Protektorat Češke in Moravske, Tretji rajh (danes Češka).
Jiranek je sprva deloval kot vojaški kapelnik.
Njegovo najbolj znano delo je opereta Vse za šalo, ki jo je napisal na besedilo Danila Gorinška. Opereta je bila krstno izvedena 25. decembra 1938 v Mariboru, aprila 1939 pa še v ljubljanski Operi. Uspeh krstne predstave je bil velik, skladatelj in libretist sta prejela lovorjeva venca.
Napisal je tudi vrsto scenske glasbe za dramske predstave in spevoigre.
Kot dirigent je na odru mariborske Opere v sezoni 1937/38 postavil Parmovo opereto Nečak.